# Campaña del Cantábrico de 1937
La Campaña del Cantábrico de 1937 es el relato de las operaciones navales que tuvieron lugar en la Guerra Civil Española durante la Campaña del Norte de marzo a octubre de 1937 y durante los meses previos. Durante la campaña la superioridad naval de la Armada franquista, junto con la superioridad aérea, fueron claves para que las tropas sublevadas fueran ocupando sucesivamente Vizcaya, Cantabria (por entonces, provincia de Santander) y Asturias, poniendo fin al reducto de la República en el norte de España. Ante la ineficacia de la reducida Armada republicana que operaba en el Cantábrico, el protagonismo en los primeros meses fue de los bous de la Marina de Guerra Auxiliar de Euzkadi, durante los cuales la intervención de la Armada británica alivió el duro bloqueo naval impuesto por los sublevados.

## Desarrollo de las operaciones

### La batalla del cabo Machichaco
El 5 de marzo de 1937, tres semanas y media antes de que se iniciara la Campaña del Norte, tuvo lugar la batalla del cabo Machichaco en la que se enfrentaron el crucero nacional Canarias y cuatro bous de la Marina de Guerra Auxiliar de Euzkadi que escoltaban al mercante Galdames junto con el destructor José Luis Díez.
El Canarias se acababa de incorporar a la flota del bando sublevado del Cantábrico que estaba desplegada desde principios de mes acechando la llegada del mercante Mar Cantábrico que había zarpado del puerto de Nueva York el 6 de enero con una carga de material de guerra para la República. Mientras esperaba a la altura de Bilbao, el Canarias recibió la orden de capturar al mercante Galdames, que se dirigía a Bilbao desde Bayona con un cargamento de moneda recién acuñada. Al amanecer del 5 de marzo, el Canarias avistó al bou Gipuzkoa, que durante la noche debido al temporal había perdido contacto con el convoy formado por el Galdames y su escolta, y disparó contra él incendiándolo, aunque el Gipúzcoa le plantó cara y logró alcanzar al Canarias con un disparo. Mientras tanto el Bou Bizkaia liberó al mercante de bandera estonia Yorkbrook que había sido apresado por el Canarias (llevaba unas 460 toneladas de material de guerra para la República) escoltándolo a Bermeo. Luego el resto del convoy se encontró con el Canarias que abrió fuego contra el Galdames que fue alcanzado por lo que el mercante paró máquinas y se rindió. Los bous vascos Nabara y Donostia que lo escoltaban presentaron batalla. El Nabara resultó hundido y el Donostia logró escapar a puerto francés, pero ambos lograron tocar al "Canarias". En cambio el destructor de la Armada republicana José Luis Díez no participó en la batalla porque su comandante, el alférez de navío Moya, alegó una avería y se dirigió al puerto francés de Burdeos. Allí el 7 de marzo, después de sabotear las turbinas del barco, Moya desertó junto con otros oficiales. Tampoco intervinieron en la batalla ni los submarinos C-2 y C-5 ni el torpedero T-3 lo que motivó un telegrama del presidente del gobierno vasco José Antonio Aguirre al gobierno de Valencia, que entonces era la capital de la República, en el que pedía de forma "urgentísima" que se enviaran al Cantábrico cuatro destructores y tres submarinos para "romper el bloqueo [y] proteger armamentos [y] víveres" y ofreciendo nuevas dotaciones dispuestas a "enfrentarse [al] enemigo".

### La captura delMar Cantábrico
El 8 de marzo de 1937, tres días después de la batalla del cabo Machichaco, se produjo la captura del Mar Cantábrico, un transporte procedente de Nueva York y que había hecho escala en Veracruz cuyo puerto de destino era Santander. El Mar Cantábrico durante el viaje de vuelta a España desde América había adoptado el nombre de un mercante inglés, el Adda, para intentar sortear el bloqueo naval nacional, pero fue localizado y parado por el crucero nacional Canarias, sospechando que se trataba del Mar Cantábrico. Entonces el supuesto Adda hizo una llamada de SOS y acudieron un grupo de destructores británicos en su ayuda, pero pronto se descubrió el engaño y así el falso Adda fue abordado y conducido por el "Canarias" al puerto de Ferrol.

### La ofensiva de Vizcaya
El 31 de marzo de 1937 se inició la Campaña del Norte con la ofensiva de Vizcaya de las tropas del general Mola que avanzaron desde sus posiciones de Guipúzcoa y Álava alcanzadas durante la campaña de Guipúzcoa de septiembre del año anterior, y que fue apoyada por la Armada del bando sublevado, cuya misión era facilitar con fuego naval el avance terrestre por la costa vasca y bloquear y minar los puertos del Cantábrico para evitar el aprovisionamiento de las fuerzas republicanas. En la operación naval participaron el acorazado España, el destructor Velasco y las flotillas de bous, a los que se unieron el Almirante Cervera, los cruceros auxiliares Ciudad de Valencia y Ciudad de Palma y el recién entregado minador Júpiter.
En el bloqueo nacional de la costa cantábrica también participaba el acorazado España pero el 30 de abril cuando junto con el destructor Velasco intentaba interceptar el mercante británico Knitsley que se dirigía a Castro Urdiales, tocó con una mina probablemente propia (fondeada por el minador Júpiter) y se hundió a la altura de Santander. La tripulación fue rescatada por el Velasco. No se sabe si el capitán del España, el capitán de navío López Cortijo, desconocía la posición del campo minado o éste no estaba bien señalizado.
En cuanto se inició la ofensiva el lehendakari Aguirre reiteró al gobierno de Valencia la petición de los cuatro destructores y de los tres submarinos (y sobre todo de aviación) pero solo fueron enviados al Cantábrico dos submarinos (el C-4 y el C-6) y un destructor, el Císcar recién entregado. El comandante de este último, el alférez de navío José García Presno, pronto dio pruebas de su negligencia y dudosa lealtad a la República, lo que fue denunciado por Aguirre al ministro de Defensa Indalecio Prieto. En un telegrama del 10 de mayo le comunicó que era muy probable que sus oficiales y clases fueran "fácilmente sobornables por facciosos, repitiendo la conducta del José Luis Díez", por lo que Prieto anuló el viaje previsto por el Ciscar a Londres para que representara a España en la coronación del rey Jorge VI, y el 25 de mayo le dijo que su comandante era adicto a la cocaína y frecuentaba cabarés, acompañado de un cabo, mientras que en el buque reinaba la indisciplina. Además le reiteró la inactividad del  C-2 (que por fin se hizo a la mar el 31 de mayo, pero que el 16 de junio alegó una avería y se refugió en Castro Urdiales), del torpedero T-3 y, de nuevo, del destructor José Luis Díez, cuyo comandante, el teniente de navío Evaristo López, era desleal y ya había saboteado los esfuerzos gubernamentales desde su puesto anterior en el Estado Mayor de las Fuerzas Navales del Cantábrico.
En cuanto a los submarinos, el C-4 estaba bajo el mando del Jesús de las Heras, también de dudosa lealtad a la República, quien consiguió mantener su buque inactivo en el puerto de Santander a donde había llegado el 9 de mayo. El segundo submarino, el C-6, estaba mandado por el oficial ruso Ivan Slekseevich Burmistrov, cuyo segundo también era ruso, quien desembarcó a nueve miembros de la dotación por indisciplina y los sustituyó por nueve marineros vascos del Voluntariado del Mar. A diferencia del C-4 y del C-2, el C-6 plantó cara a la flota nacional (por ejemplo, el 20 de junio torpedeó el crucero Almirante Cervera que tuvo que maniobrar rápidamente para no ser alcanzado), lo que fue destacado por el ministro de Defensa Indalecio Prieto en una comunicación al jefe de las Fuerzas Navales del Cantábrico: «Actitud C-6 contra buque piratas precisa ser continuada por él y demás buques». Por eso el 26 de junio Burmistrov fue nombrado jefe de la flotilla de submarinos del Cantábrico, e inmediatamente destituyó al comandante del C-2, aunque el que lo sustituyó también era adicto a la «causa nacional».
Dada la desconfianza que despertaban los oficiales de la Armada republicana en el Cantábrico, los nacionalistas vascos no aceptaron que sus buques estuvieran bajo el mando del Estado Mayor de la Flota republicana. La falta de un mando unificado, unido a la baja moral de las dotaciones de los barcos y a la desafección de la mayoría de los mandos, hace que los sublevados tengan prácticamente el dominio del mar.
Conforme las fuerzas de Mola estrechaban el cerco sobre Bilbao, se hizo más evidente la indisciplina de las dotaciones de los dos destructores republicanos, el Císcar y el José Luis Díez, por lo que por una orden del 2 de junio del presidente Aguirre sus miembros fueron detenidos y llevados al cuartel para ser empleados en trabajos de fortificación o para cubrir bajas. Fueron sustituidos por miembros de los Voluntarios del Mar, el cuerpo creado por el gobierno vasco para dotar de tripulaciones a los bous y otros barcos de la Marina de Guerra Auxiliar de Euzkadi. Se nombró como "delegados políticos" de los buques a los dos capitanes de los bous Gipuzcoa y Bizkaia, que habían alcanzado un gran prestigio desde su actuación en la batalla del cabo Machichaco y que gozaban por ello de la confianza de la marinería vasca que iba a sustituir a las indisciplinadas dotaciones. El comandante del Císcar fue destituido y su cargo lo ocupó el guardiamarina de segunda habilitado como alférez de navío, Juan Antonio Castro Izaguirre, pero no así el del José Luis Díez, que continuó al frente del mismo. La orden del gobierno vasco no fue muy bien acogida por el gobierno de Valencia (un asesor soviético llegó a hablar de golpe de Estado vasco) pero al final el criterio del ministro de Defensa Indalecio Prieto se impuso y las decisiones de Aguirre fueron ratificadas.
Sin embargo, los comportamientos del José Luis Díez y del Císcar no mejoraron demasiado con el cambio, lo que parece dar la razón a los que sugirieron que tal vez la sustitución de las dotaciones fuera un plan de los mandos, encabezados por el jefe de las Fuerzas Navales del Cantábrico, el capitán de fragata Enrique Navarro Margati de dudosa lealtad a la República, que engañaban a los vascos para hacer aún más ineficaces a los dos destructores. Así momentos antes de la caída de Bilbao, el 15 de junio, el José Luis Díez huyó a un puerto francés y lo mismo hizo el Císcar, a bordo del cual iban el jefe de las Fuerzas Navales del Cantábrico, el capitán de fragata Navarro, y el jefe de Estado Mayor, Vicente Agulló, que en cuanto llegaron a puerto escaparon en un bote salvavidas. Lo mismo hicieron el comandante del José Luis Díez, Evaristo López, y tres oficiales más.

#### La intervención de la Armada británica frente al bloqueo nacional

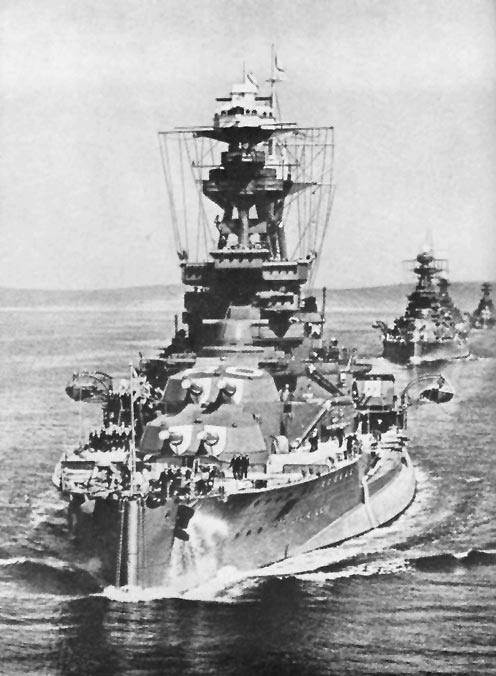
El acorazado británico Royal Oak visto por proa.

El bloqueo impuesto por la flota del bando sublevado se vio dificultado por la Royal Navy, que tenía en estas aguas al crucero de batalla HMS Hood (que "con sus 42 000 toneladas, sus ocho cañones del 203 y sus 31 nudos de velocidad, era el buque más poderoso del mundo"), que sería relevado por los acorazados HMS Royal Oak y HMS Resolution, el crucero Shropshire y varios destructores (Blanche, Brazen, Beagle, Brilliant y Firedrake) que protegían a los mercantes británicos hasta aguas territoriales españolas, con lo que llegaban con facilidad víveres (solo quedaban tres millas) a los puertos republicanos (una ley aprobada por el parlamento británico, de mayoría conservadora, el 4 de diciembre de 1936 llamada Merchant Shipping (Carriage of Arms to Spain) Act prohibía que barcos británicos transportaran material de guerra a España). Desde el punto de vista del derecho internacional al no estar reconocido a ninguno de los dos bandos de la guerra civil española el derecho de beligerancia (lo que les hubiera permitido detener y registrar barcos sospechosos de llevar armas al enemigo fuera de las aguas territoriales) el bloqueo nacional del Cantábrico era ilegal y el gobierno británico actuó en consecuencia para proteger sus barcos ya que el tráfico entre el País Vasco e Inglaterra era muy intenso desde finales del siglo XIX (el hierro de Vizcaya era llevado a las islas y de retorno los barcos traían carbón galés). Además entre la opinión pública británica había una corriente de simpatía hacia los vascos que se vio acrecentada por la actuación del gobierno vasco en los primeros meses de la guerra impidiendo la persecución religiosa y la violencia que se desató en el resto de la zona republicana y por los terribles bombardeos de Durango y de Guernica que conmocionaron a la sociedad británica, incluidos los sectores más profranquistas. El ministro de asuntos exteriores Anthony Eden dijo en la Cámara de los Comunes el 20 de abril de 1937: "Si tuviera que elegir en España, creo que el Gobierno vasco correspondería más a nuestro sistema que los de Franco o la República". La decisión británica de no reconocer el bloqueo nacional se vio reforzada cuando el 2 de abril de 1937 el gobierno francés hizo una declaración en el mismo sentido.
La crisis se produjo el 6 de abril cuando el crucero Almirante Cervera intento impedir el paso al puerto de Bilbao del mercante británico Thorpehall lo que provocó la rápida intervención del destructor británico Brazen, al que pronto se sumaron los destructores Brilliant y Blanche. Entonces se vivieron momentos de gran tensión entre el Almirante Cervera y los tres destructores, pero finalmente los buques sublevados se retiraron dejando el paso libre al Thorpehall. El gobierno británico reunido al día siguiente reafirmó su política de no reconocimiento del bloqueo nacional, aunque realizó una concesión al advertir a los armadores británicos de los peligros que podían correr sus barcos en la costa vasca. A cinco mercantes se les recomendó que fondeasen en San Juan de Luz, en la costa francesa, y no siguiesen hasta Bilbao.
El 13 de abril el presidente del gobierno vasco Aguirre comunicó a Londres que los cinco mercantes no correrían ningún peligro si se adentraban en aguas jurisdiccionales españolas porque serían protegidos por los bous vascos y por las baterías costeras, y además el puerto de Bilbao había sido limpiado de minas. El 19 de abril por la noche uno de los cinco mercantes, el Seven Seas Spray, con una carga de 3600 toneladas de alimentos, creyó en estas garantías y zarpó de San Juan de Luz. Entró a la mañana siguiente en el puerto de Bibao, siendo aclamado por la multitud y su capitán agasajado por el gobierno vasco. Entonces el 22 de abril tres mercantes británicos más se hicieron a la mar (Macgregor, Hamsterley y Stanbrook) pero fueron detenidos por el crucero Almirante Cervera lo que motivó la intervención del Hood y de un destructor que le comunicaron que no tenían derecho "a parar barcos británicos fuera de las aguas territoriales". Entonces se vivieron momentos de gran tensión con intercambios de mensajes cada vez más agresivos. Finalmente el Almirante Cervera se retiró y los tres mercantes ingleses, cargados con 8000 toneladas de alimentos, entraron en la ría de Bilbao escoltados por dos bous vascos y de nuevo aclamados por la multitud. A partir de entonces los mercantes británicos entraron con regularidad en Bilbao, y también en Santander, y las pocas veces que intentaron ser detenidos por la marina nacional intervinieron buques británicos y llegaron a puerto.
Los buques de la Royal Navy no solo contribuyeron a aliviar el bloqueo naval que padecía Vizcaya sino que también protegieron a los barcos que evacuaron a miles de refugiados cuando era inminente la caída de Bilbao. La decisión del gobierno británico fue anunciada el 30 de mayo, aunque ya a finales de abril, tras el bombardeo de Guernica del 26 de abril que horrorizó a la opinión pública británica, se había protegido un barco que transportaba a cuatro mil niños vascos que fueron acogidos en Inglaterra y el 5 de mayo a otros dos barcos que también transportaban niños que iban a ser acogidos en Francia por militantes de la CGT. En este último caso el Royal Oak y el destructor Faulknor se enfrentaron al Almirante Cervera que pretendía conducirlos a un "puerto nacional" y que tuvo que desistir de su intento.

### La campaña de Santander
Tras la toma de Bilbao, en la que los sublevados se apoderaron del Bou Araba, que fue rebautizado Alava, y la base naval de Pasajes fue transferida allí, continuó el avance hacia Santander y el bloqueo naval. Aunque la marina de guerra británica siguió protegiendo a sus barcos mercantes y a los barcos con refugiados (hasta el 19 de julio había protegido nueve barcos que habían zarpado de Santander con más de quince mil refugiados), su actitud fue cambiando ante la falta de efectividad de los destructores republicanos para protegerlos cuando entraban en aguas jurisdiccionales ya que trece mercantes fueron detenidos por el crucero Almirante Cervera (también influyeron las denuncias de que algunos barcos transportaban armas y de que no todos los evacuados eran no combatientes). Así pues, en Santander volvió a hacerse patente la ineficacia de los destructores Císcar y José Luis Díez para proteger a los barcos que seguían esforzándose en burlar el bloqueo, mientras el C-2 seguía casi permanentemente averiado. El 22 de agosto la flota republicana del Cantábrico zarpó de Santander en dirección al puerto de Gijón ante la inminente llegada de los sublevados. El 27 de agosto, al día siguiente de la toma de Santander, las tropas sublevados detenían el embarque de los soldados del Ejército Vasco en Santoña en los mercantes británicos Bobie y Seven Seas Spray en virtud del acuerdo alcanzado con los oficiales italianos del CTV, que no fue aceptado por el mando nacional.

### La campaña de Asturias
Tras la caída de Santander, Asturias era el último territorio republicano en el norte de España, a cuyo bloqueo naval del Almirante Cervera, el Júpiter, el Velasco y la flotilla de bous armados se sumó el nuevo minador Vulcano. Para defender Asturias del bloqueo estaban los dos destructores Císcar y José Luis Díez y tres submarinos, dos de los cuales pronto desertaron pretextando que debían dirigirse a un puerto francés para ser reparados (el submarino C-4 entró en el puerto de Le Verdon el 29 de agosto y el C-2 en el de Brest el 1 de septiembre). Por esas mismas fechas el José Luis Díez recibió el impacto de tres bombas y su capitán decidió llevarlo al puerto inglés de Falmouth a donde llegó el 31 de agosto. "La brújula no funcionaba y la dotación, inmensamente cansada, sufría hasta hambre", señala Michael Alpert.
Así que a principios de septiembre de 1937 Asturias solo contaba para su defensa naval con el destructor Císcar y con el submarino C-6 con mando ruso, y ambos fueron hundidos a mediados del mes siguiente. El C-6 después de lanzar el 15 de octubre dos torpedos contra el minador Júpiter que no estallaron fue alcanzado por una bomba y su comandante recibió la orden del ministro de Defensa Indalecio Prieto de hundirlo para que no cayese en manos enemigas. El Císcar, que permaneció en Gijón hasta el último momento para apoyar la moral de los que todavía resistían, también sufrió un ataque aéreo el 19 de octubre y se hundió en el puerto de El Musel. Al perderse la última vía de salvación que representaba el Císcar cundió el pánico y la desbandada. El jefe y el Estado Mayor de las Fuerzas Navales del Cantábrico escaparon en el torpedero T-3 a Burdeos. "Otras personas buscaron cualquier medio de escapar en remolcadores, barcazas y pesqueros. Unos sesenta barcos trataron de burlar el bloqueo. Cuando los refugiados llegaron a Burdeos, agotados, calados de agua y enfermos después de dos días de mareo, las autoridades francesas les aislaron hasta el 22 de octubre, fecha en que fueron desembarcados, vacunados y luego puestos bajo llave en vagones para ser llevados a la frontera catalana. (...) Así terminó la guerra naval en el Norte de España, con pena y muy poca gloria".

## La recuperación de las unidades navales republicanas huidas
Los submarinos C-2 y C-4 fueron recuperados por la República, aunque antes, el 18 de septiembre, hubo un intento de apoderarse del C-2 por parte de los dos comandantes que habían desertado apoyados por un militar del bando sublevado y algunos profranquistas franceses. En cuanto al destructor José Luis Díez fue reparado en Falmouth y cuando recibió la orden de volver a España sus oficiales desertaron y el 15 de septiembre 68 miembros de la dotación abandonaron el buque siendo detenidos y alojados en la cárcel de Exeter, capital del condado. Finalmente el destructor zarpó el 25 de septiembre dirigiéndose a Le Havre donde fondeó con averías dos días después. En agosto de 1938 intentó pasar al Mediterráneo camuflado como el destructor inglés HMS Grenville (D19), siendo interceptado por el Canarias. Se refugió en Gibraltar, y en diciembre de 1938, al intentar unirse a la flota republicana, fue inutilizado por el minador Vulcano.